# 察布乡
察布乡，是中华人民共和国西藏自治区阿里地区改则县下辖的一个乡镇级行政单位。

## 行政区划
察布乡下辖以下地区：
曾康村、龙桑村、察布村、通那村、卡江玛村、丁固村、牛嘎修村、多玛村、扎美仁村、玛日玛村、果查村、珠江玛村、木布村和玛木卓玛村。